# Duke of Gloucester

Wappen des aktuellen Duke of Gloucester

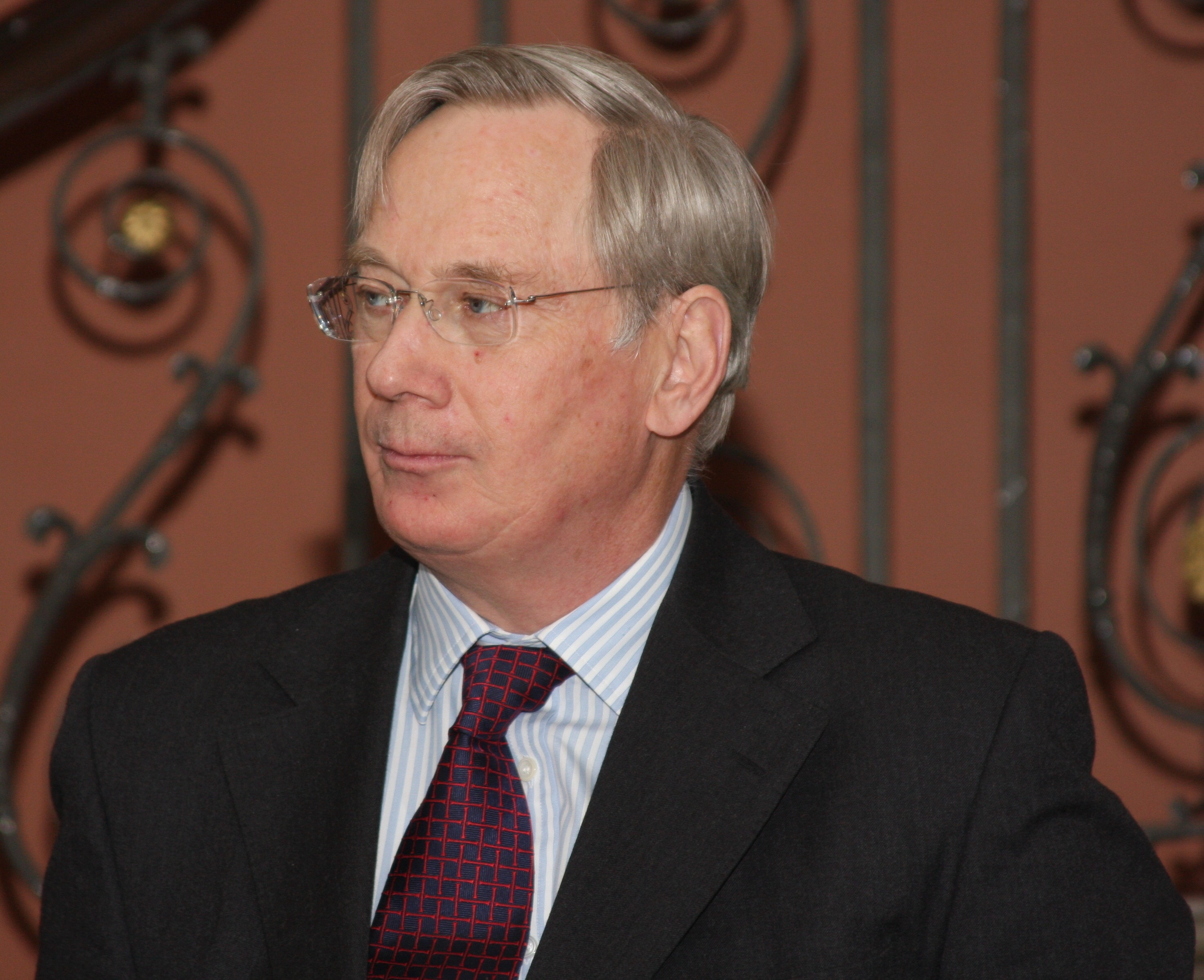
Richard, 2. Duke of Gloucester

Duke of Gloucester ist ein erblicher britischer Adelstitel, der viermal in der Peerage of England sowie je einmal in der Peerage of Great Britain und der Peerage of the United Kingdom verliehen wurde. Alle Verleihungen erfolgten an Angehörige der englischen bzw. britischen Königsfamilie.
Familiensitz des aktuellen Dukes ist Kensington Palace in London.

## Verleihungen und Geschichte des Titels
Erstmals wurde der Titel am 6. August 1385 in der Peerage of England an Thomas of Woodstock, dreizehntes Kind des Königs Eduard III., verliehen. Er war bereits 1376 zum Earl of Essex und 1377 zum Earl of Buckingham erhoben worden. Er rebellierte mit den Lords Appellant gegen den König, starb 1397 in Gefangenschaft, und seine Titel wurden ihm kurz nach seinem Tod aberkannt, so dass sie nicht an seinen Sohn fielen.
Am 16. Mai 1414 wurde der Titel in zweiter Verleihung in der Peerage of England an Humphrey of Lancaster verliehen, den fünften Sohn von König Heinrich IV. Als dieser 1447 ohne legitime Erben starb, erlosch der Titel.
In dritter Verleihung wurde der Titel in der Peerage of England 1461 an Richard of York, den Bruder des Königs Eduard IV., verliehen. Als der Duke als Richard III. selbst König wurde, vereinigte sich der Titel mit der Krone. Nach dem Tod Richards galt der Titel als unheilvoll, weil seine ersten drei Träger jeweils gestorben waren, ohne den Titel zu vererben. Er wurde in den kommenden 150 Jahren nicht mehr verliehen, bis ihn am 13. Mai 1659 in der Peerage of England Henry Stuart, der Sohn von König Karl I., erhielt. Zusammen mit dem Dukedom wurde ihm der nachgeordnete Titel Earl of Cambridge verliehen. Doch Henry starb bereits am 13. September 1660 unverheiratet und kinderlos, sodass die Titel erneut erloschen.
Der Sohn der Königin Anne, William, führte während seines gesamten kurzen Lebens (1689–1700) den Höflichkeitstitel Duke of Gloucester, eine offizielle Verleihung fand jedoch nie statt. Ebenso führte Friedrich Ludwig (1707–1751), Sohn König Georgs II., von 1718 bis 1726 diesen Höflichkeitstitel, wurde dann aber 1726 stattdessen zum Duke of Edinburgh und 1729 zum Prince of Wales ernannt.
Die nächste offizielle Verleihung erfolgte an Prinz William Henry, den Bruder König Georgs III. Bei dieser Verleihung am 19. November 1764 in der Peerage of Great Britain lautete er Duke of Gloucester and Edinburgh und wurde zusammen mit dem zur Peerage of Ireland gehörenden nachgeordneten Titel Earl of Connaught verliehen. Diese Titel erloschen beim kinderlosen Tod seines Sohnes, des 2. Dukes, am 30. November 1834.
Die fünfte und bislang letzte Verleihung galt am 31. März 1928 in der Peerage of the United Kingdom Prinz Henry, dem Sohn König Georgs V., nunmehr wieder als Duke of Gloucester. Zusammen mit dem Dukedom wurden ihm die ebenfalls zur Peerage of the United Kingdom gehörenden Titel Earl of Ulster und Baron Culloden verliehen. Heutiger Titelträger ist dessen Sohn Richard als 2. Duke.

## Liste der Dukes of Gloucester

### Duke of Gloucester, erste Verleihung (1385)
- Thomas of Woodstock, Duke of Gloucester (1355–1397) (Titel verwirkt 1397)

### Duke of Gloucester, zweite Verleihung (1414)
- Humphrey, Duke of Gloucester (1390–1447)

### Duke of Gloucester, dritte Verleihung (1461)
- Richard, Duke of Gloucester (1452–1485), (wurde 1483 König)

### Duke of Gloucester, vierte Verleihung (1659)
- Henry Stuart, Duke of Gloucester (1640–1660)

### Duke of Gloucester and Edinburgh (1764)
- William Henry, 1. Duke of Gloucester and Edinburgh  (1743–1805)
- William Frederick, 2. Duke of Gloucester and Edinburgh (1776–1834)

### Duke of Gloucester, fünfte Verleihung (1928)
- Henry, 1. Duke of Gloucester (1900–1974)
- Richard, 2. Duke of Gloucester (* 1944)

Titelerbe (Heir apparent) ist der Sohn des aktuellen Dukes Alexander Windsor, Earl of Ulster (* 1974).